# Meagan Ganzer
Meagan Ganzer est une ancienne joueuse de volley-ball américaine née le 12 mai 1990 à Concord (Californie). Elle mesure 1,92 m et jouait au poste d'attaquante.

## Clubs
| Club                        | De        | À         |
| --------------------------- | --------- | --------- |
| Washington State University | 2008-2009 | 2010-2011 |
| Leonas de Ponce             | 2012-2012 | 2012-2012 |
| CV 2004 Tomis Constanţa     | 2012-2013 | 2012-2013 |
| TED Ankara Kolejliler       | jan 2013  | jan 2013  |
| Dresdner SC                 | 2013-2014 | 2013-2014 |
| Mets de Guaynabo            | fév 2014  | mars 2014 |